# Gimli
Gimli är en litterär figur som förekommer i J. R. R. Tolkiens Sagan om Ringen. I Peter Jacksons filmer spelas Gimli av John Rhys-Davies, medan i Ralph Bakshis animerade Sagan om ringen (1978) så gör David Buck rösten till Gimli.  

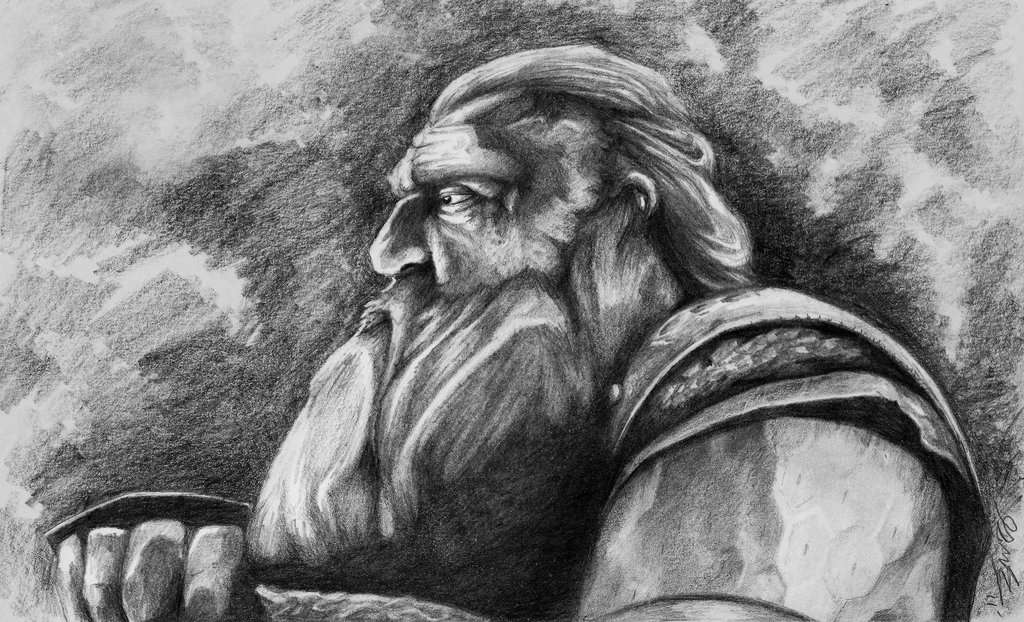
Gimli, Glóins son, tecknad av Perrie Nicholas Smith.

## Biografi

### Tidiga år
Gimli, Glóins son, var född år 2879 under den tredje åldern i Blå bergen, väst om Fylke. År 2941 begav sig Gimlis far, Glóin, tillsammans med Torin Ekenskölde och elva andra dvärgar till österut för att ta tillbaka Ensamma berget; Gimli var då 62 år gammal och ansågs vara för ung för att få följa med. Torins försök att återta Ensamma berget och döda draken Smaug lyckades, och under de följande åren flyttade Gimli till Ensamma berget (som efter Torin Ekensköldes död styrdes av Dáin II Järnfot) för att bo tillsammans med sin far.

### Härskarringens händelser
Då Gimli var 139 år fick Ensamma berget ett besök av Saurons budbärare, troligtvis en Nazgûl eller Saurons språkrör. Budbäraren frågade kung Dáin II Järnfot om information angående Bilbo Secker och Härskarringen, och lovade dvärgarna i Ensamma berget oändligt med rikedomar om de berättade. Dáin vägrade berätta för Saurons budbärare och han anade att något ont låg bakom besöket. Därför bestämde han sig för att skicka iväg Gimli till Vattnadal för att varna om budbärarens besök.
Vid Elronds råd vals Gimli ut att representera dvärgarna i Ringens brödraskap, och den 25 december 3018 begav sig de nio medlemmarna av Ringens brödraskap iväg på resan till Mordor.